# Messerschmitt Me 210
Chiếc Me 210 là một kiểu máy bay tiêm kích hạng nặng/máy bay cường kích của Không quân Đức trong Thế Chiến II được phát triển bởi Messerschmitt. Chiếc Me 210 được thiết kế để thay thế kiểu máy bay Bf 110 trong vai trò máy bay tiêm kích hạng nặng, và công việc đã được bắt đầu trước khi chiến tranh nổ ra. Kiểu mẫu Me 210 đầu tiên đã sẵn sàng vào năm 1939, nhưng nó cho thấy có các tính năng bay kém. Chương trình thử nghiệm hoạt động quy mô lớn thực hiện suốt năm 1941 và đầu năm 1942 đã không giải quyết được các vấn đề của chiếc máy bay. Kiểu máy bay này sau đó đượcđưa ra sử dụng hạn chế vào năm 1943, nhưng bị thay thế hầu như ngay lập tức bởi chiếc máy bay kế nhiệm của nó là chiếc Messerschmitt Me 410. Chiếc Me 410 thật ra là sự phát triển nâng cao của kiểu Me 210, được đặt lại tên mới nhằm tránh tai tiếng của kiểu 210. Sự thất bại của chương trình phát triển Me 210 buộc Không quân Đức phải tiếp tục đưa kiểu máy bay lạc hậu Bf 110 ra hoạt động, và chịu tổn thất cao.

## Thiết kế và phát triển
Các nhà thiết kế của hãng Messerschmitt đã bắt đầu nâng cấp chiếc Bf 110 từ năm 1937, ngay cả trước khi phiên bản sản xuất của Bf 110 bắt đầu bay. Vào cuối năm 1938 khi chiếc Bf 110 được đưa vào sử dụng, Bộ Hàng không Đế chế (RLM) bắt đầu tìm kiếm trước một chiếc máy bay để thay thế chúng sau này. Messerschmitt đã tham gia cùng mẫu Bf 110 được cải biến và đặt tên là Me 210, trong khi Arado đưa ra mẫu máy bay hoàn toàn mới Arado Ar 240.
Chiếc Me 210 là một phiên bản cải biến trực tiếp dựa trên chiếc Bf 110, và sử dụng chung nhiều linh kiện. Các khác biệt chính là một mũi máy bay được cải biến ngắn hơn nhiều và đặt vào trọng tâm, và một kiểu cánh hoàn toàn mới được thiết kế để có tốc độ bay đường trường lớn hơn. Trên lý thuyết tính năng bay của chiếc Me 210 rất ấn tượng. Nó có thể đạt 620 km/h (385 mph) dựa vào hai động cơ DB 601F công suất 1.350 PS (1.332 mã lực, 993 kW) mỗi chiếc, khiến cho nó nhanh hơn chiếc Bf 110 khoảng 80 km/h (50 mph), và gần như nhanh tương đương với những chiếc máy bay tiêm kích một động cơ thời đó.
Bộ càng đáp chính của chiếc Me 210 dựa theo một số triết lý về thiết kế đưa đến sự thay đổi trong thiết kế bộ càng đáp của chiếc Ju 88 trước đó, nơi mà mỗi càng đáp chính có một trụ chống duy nhất xoay được 90º khi thu lại, đem bánh đáp chính tựa lên trên đầu dưới của trụ chống chính khi xếp lại về phía sau vào trong cánh. Tuy nhiên không giống như chiếc Ju 88, các bánh đáp chính của chiếc Me 210 được đặt phía trong trụ chống chính khi giương ra, trong khi ở chiếc Ju 88 chúng được đặt phía ngoài.
Chiếc Bf 110 mang các vũ khí bên ngoài dưới thân và cánh, nhưng điều này lại tạo ra lực cản; chiếc Me 210 né tránh vấn đề bằng cách chứa bom bên trong một khoang bom kín trước mũi máy bay. Chiếc Me 210 có thể mang đến hai bom 500 kg (2.200 lb). Nó cũng có các phanh bổ nhào gắn ở phía trên cánh, và một bộ ngắm ném bom Stuvi 5B trước mũi để ném bom bổ nhào ở góc nông. Trong vai trò máy bay tiêm kích, khoang bom được trang bị bốn khẩu pháo 20 mm.
Để tự vệ, xạ thủ phía sau của chiếc Me 210 được trang bị hai súng máy MG 131 có cỡ nòng lớn 13 mm. Chúng được gắn vào các tháp súng có dạng nữa giọt nước ở hai bên hông thân máy bay và được điều khiển từ xa từ vị trí của xạ thủ bằng một hệ thống ngắm độc đáo, gồm một thanh chéo xoay với một tay cầm dạng báng súng có cò súng đặt ở giữa ngay bên dưới thanh chéo. Sơ đồ ngắm và điều khiển độc đáo này xoay thanh chéo theo trục, khi tay cầm được nâng lên hay hạ xuống sẽ ngắm các khẩu súng theo chiều dọc, và các động tác ngang sẽ làm một trong các khẩu súng quay ra phía ngoài thân máy bay để bắn chéo. Phần phía sau của các tấm kính buồng lái bên hông được bầu ra phía ngoài cho phép xạ thủ nhắm được xuống dưới và ra phía sau. Các khẩu súng được bắn bằng điện, và một cái ngắt điện sẽ ngăn ngừa xạ thủ bắn nhầm vào đuôi của chiếc Me 210.
Một đơn hàng 1.000 chiếc Me 210 được đặt ngay cả trước khi chiếc nguyên mẫu cất cánh. Thời gian đã cho thấy rằng đó là một sai lầm. Chiếc nguyên mẫu đầu tiên trang bị động cơ DB 601B bay chuyến bay đầu tiên vào tháng 9 năm 1939, và được các phi công thử nghiệm cho là không an toàn. Độ ổn định rất kém khi lượn vòng, và nó có xu hướng "ngoằn ngoèo" ngay cả khi đang bay ngang. Thoạt đầu các nhà thiết kế tập trung chú ý vào sự sắp xếp bánh lái đuôi kép được lấy từ kiểu Bf 110, và thay thế chúng bằng một cánh ổn định đứng mới duy nhất lớn hơn nhiều. Tuy nhiên việc này hầu như không mang lại tác dụng, và chiếc máy bay tiếp tục bị dao động. Chiếc Me 210 còn bị ảnh hưởng bởi sự chòng chành tệ hại. Khi ngóc mũi hoặc khi lượn vòng, sự chòng chành này chuyển thành vòng xoáy tròn khi các cánh tà ở mép trước cánh tự động bật ra. Chiếc nguyên mẫu thứ hai Me 210 V2 đã bị mất vì cách này vào tháng 9 năm 1940, khi phi công không thể đưa máy bay ra khỏi vòng xoáy và bị buộc phải thoát ra. Phi công thử nghiệm chính đã nhận xét rằng chiếc Me 210 "có mọi đặc tính không mong muốn nhất mà một chiếc máy bay có thể có". Phải cần đến 16 chiếc máy bay nguyên mẫu và 94 chiếc tiền sản xuất để thử và giải quyết nhiều vấn đề phát sinh. Dù vậy, Bộ Hàng không Đế chế (RLM) vẫn đang rất cần thay thế những chiếc Bf 110 đang hoạt động, và yêu cầu đưa vào sản xuất hàng loạt vào mùa Xuân năm 1941.
Tuy vậy, giới chức thẩm quyền của Hungary lại tỏ ra hài lòng với kiểu Me 210 trong tình trạng hiện hữu, và đã mua giấy phép sản xuất nhượng quyền kiểu máy bay này cũng như là kiểu động cơ DB 605 của nó. Nhiều khung máy bay cũng được mua và được hoàn tất tại các xưởng ở Hungary để thực hành trong khi các dây chuyền lắp ráp được xây dựng. Việc sản xuất được bắt đầu tại Xưởng Máy bay Danube (Dunai Repülőgépgyár Rt.) như là kiểu Me 210C với động cơ DB 605B, và theo một thỏa thuận Không quân Đức được nhận hai chiếc trong mỗi ba chiếc máy bay được sản xuất.
Trong thực tế, những chiếc Me 210C của Hungary vượt trội hơn nhiều so với những chiếc Me 210A của Đức nên đã có kế hoạch mang các đặc tính thiết kế sang phiên bản mới Me 210D. Tuy nhiên, việc phát triển sau đó được chuyển sang kiểu Messerschmitt Me 410.

## Lịch sử hoạt động
Việc giao hàng cho các đơn vị ngoài tuyến đầu được bắt đầu từ tháng 8 năm 1942 và chiếc máy bay thậm chí còn ít được các phi công ưa chuộng. Việc sản xuất bị ngưng lại vào cuối tháng đó, lúc mới chỉ có 90 chiếc máy bay được giao. Phần còn lại gồm 320 khung máy bay đã hoàn tất một phần được chứa trong khi. Chúng được thay thế bởi kiểu máy bay Bf 110 lúc đó được sản xuất trở lại. Cho dù bây giờ chiếc Bf 110 được trang bị động cơ mới DB 605B và hỏa lực mạnh hơn, nó vẫn là một thiết kế đã lạc hậu.
Không quân Đức bắt đầu nhận được những chiếc máy bay do Hungary chế tạo từ tháng 4 năm 1943, nhưng phía Hungary đã không nhận được chiếc máy bay nào cho đến tận năm 1944; tuy nhiên, khi được đưa vào hoạt động chúng đã làm hài lòng. Việc sản xuất chấm dứt vào tháng 3 năm 1944, khi xưởng sản xuất chuyển sang chế tạo phiên bản G chiếc Messerschmitt Bf 109. Tính đến lúc đó, có tổng cộng 267 chiếc Me 210C được chế tạo, 108 chiếc trong số đó được giao cho Không quân Đức. Phần lớn những máy bay này tham gia hoạt động tại Tunisia và Sardinia, nhưng chúng được nhanh chóng thay thế bởi kiểu máy bay Me 410.

## Các phiên bản
Me 210A-0
Máy bay tiền sản xuất.
Me 210A-1
Máy bay tiêm kích-ném bom/cường kích hai động cơ một chỗ ngồi.
Me 210A-2
Máy bay ném bom bổ nhào/cường kích hai động cơ một chỗ ngồi.
Me 210C
Phiên bản do Hungary sản xuất.

## Các nước sử dụng
Germany
- Không quân Đức: Nhận được 90 chiếc Me 210A chế tạo tại Đức và 108 chiếc Me 210 Ca-1 chế tạo tại Hungary.

 Hungary
- Không quân Hoàng gia Hungary: Nhận được 159 chiếc Me 210C do chính Hungary chế tạo.

 Nhật Bản
- Lục quân Đế quốc Nhật Bản: Nhận được một chiếc từ Đức gửi sang bằng tàu ngầm U-Boat để thử nghiệm.

## Đặc điểm kỹ thuật (Me 210)

### Đặc tính chung
- Đội bay: 02 người (phi công và xạ thủ)
- Chiều dài: 11,20 m (36 ft 8 in)
- Sải cánh: 16,40 m (53 ft 7 in)
- Chiều cao: 4,30 m (14 ft)
- Diện tích bề mặt cánh: 36,2 m² (390 ft²)
- Trọng lượng không tải: 5.440 kg (12.000 lb)
- Trọng lượng cất cánh tối đa: 8.100 kg (18.000 lb)
- Động cơ: 2 x động cơ Daimler-Benz DB 601F V-12 bố trí chữ V ngược làm mát bằng nước, công suất 1.332 mã lực (993 kW) mỗi động cơ

### Đặc tính bay
- Tốc độ lớn nhất: 620 km/h (335 knot, 385 mph)
- Bán kính chiến đấu: 2.400 km (1.300 nm, 1.500 mi)
- Trần bay: 7.000 m (23.000 ft)

### Vũ khí
- 2 x pháo MG 151/20 20 mm (0,787 in)
- 2 x súng máy MG 17 7,92 mm (0,31 in)
- 2 x súng máy MG 131 13 mm (0,512 in) bắn hướng ra sau
- 1.000 kg (2.200 lb) bom

## Nội dung liên quan

### Máy bay liên quan
- Messerschmitt Me 310
- Messerschmitt Me 410

### Máy bay tương tự
- Focke-Wulf Fw 187
- Messerschmitt Bf 110

### Trình tự thiết kế
Bf 162 - Me 163 - Me 209/Me 209-II - Me 210 - Me 261 - Me 263 - Me 264

### Danh sách liên quan
- Danh sách máy bay chiến đấu
- Danh sách máy bay quân sự Đức Quốc
- Danh sách máy bay trong Chiến tranh Thế giới II
- Danh sách máy bay tiêm kích